# Caroline Roosmark
Caroline Margareta Roosmark, född 24 november 1965 i Stockholm,[källa behövs] är en svensk fotograf.

## Biografi
Roosmark har uppmärksammats för sina personporträtt av artister, skådespelare och författare. 1991 medverkade hon i boken Sexualitet.
2021 invigde utrikesminister Ann Linde Roosmarks porträtt av utrikesminister Margot Wallström i Utrikesdepartementet i Arvfurstens palats.. Svenska utrikesministrar har avporträtterats sedan 1640-talet.

### Sagolika kvinnor[5]
År 2004 började Roosmark och journalisten Åsa Mattsson ge ut kalendern Årets Kvinnor & Män. De beskrev projektet som en motsats till utvikskalendrar. 2009 tog Roosmark över kalenderprojektet själv. I samband med Metoo-rörelsen 2019 valde Roosmark att endast hylla kvinnor i kalendern. Texter och bilder tar sin utgångspunkt i kända sagor, myter och roller. Porträtterade är bland andra Sara Danius (som Jeanne d’Arc), Lena Endre, Cissi Wallin, Suzanne Reuter, Zara Larsson, Charlotte Kalla, Carola Häggkvist, Sabina Ddumba, Efva Attling, Marie Göranzon och Dagny Carlsson.
Kalendern har sedan starten ekonomiskt stöttat och samarbetat med Stadsmissionen, Plan Sverige, Ecpat, Nanne Network och Fryshuset i Stockholm.
Sommaren 2020 ställdes bilderna från kalendern ut på Persona Galleri Kalmar.

## Verk

### Böcker
- 1991 – Yderberg, Nina; Roosmark Caroline. Sexualitet. Stockholm: AWE/Geber. Libris 7220242. ISBN 9120151489
- 2011 – Mattsson, Åsa; Roosmark Caroline. Dagarna med Kerstin. Stockholm: Norstedt. Libris 12149653. ISBN 9789113038704

Boken Dagarna med Kerstin blev år 2013 pjäs på Stockholms stadsteater i regi av Carolina Frände och med Ann Petrén som Kerstin.

### Foto
- 1997 – Weigl, Kerstin. Längtansbarnen: adoptivföräldrar berättar. Stockholm: Norstedt. Libris 8345924. ISBN 9119709722
- 2010 – Catenacci, Stefano; Juhlin Richard. Operakällaren, Operahuset, Karl XII:s torg, Stockholm. Stockholm: Bonnier fakta. Libris 11809545. ISBN 9789174240252

### Utställningar
Roosmark har deltagit i samlingsutställningar för svensk fotografi, bl.a. på Moderna Museet 1991, Liljevalchs 1993, Kulturhuset 2005  och på Prins Eugens Waldemarsudde 2011 i Stockholm.
Hon står även bakom flera av bilderna i “Welcome to my hometown” på Arlanda flygplats.

## Bildgalleri

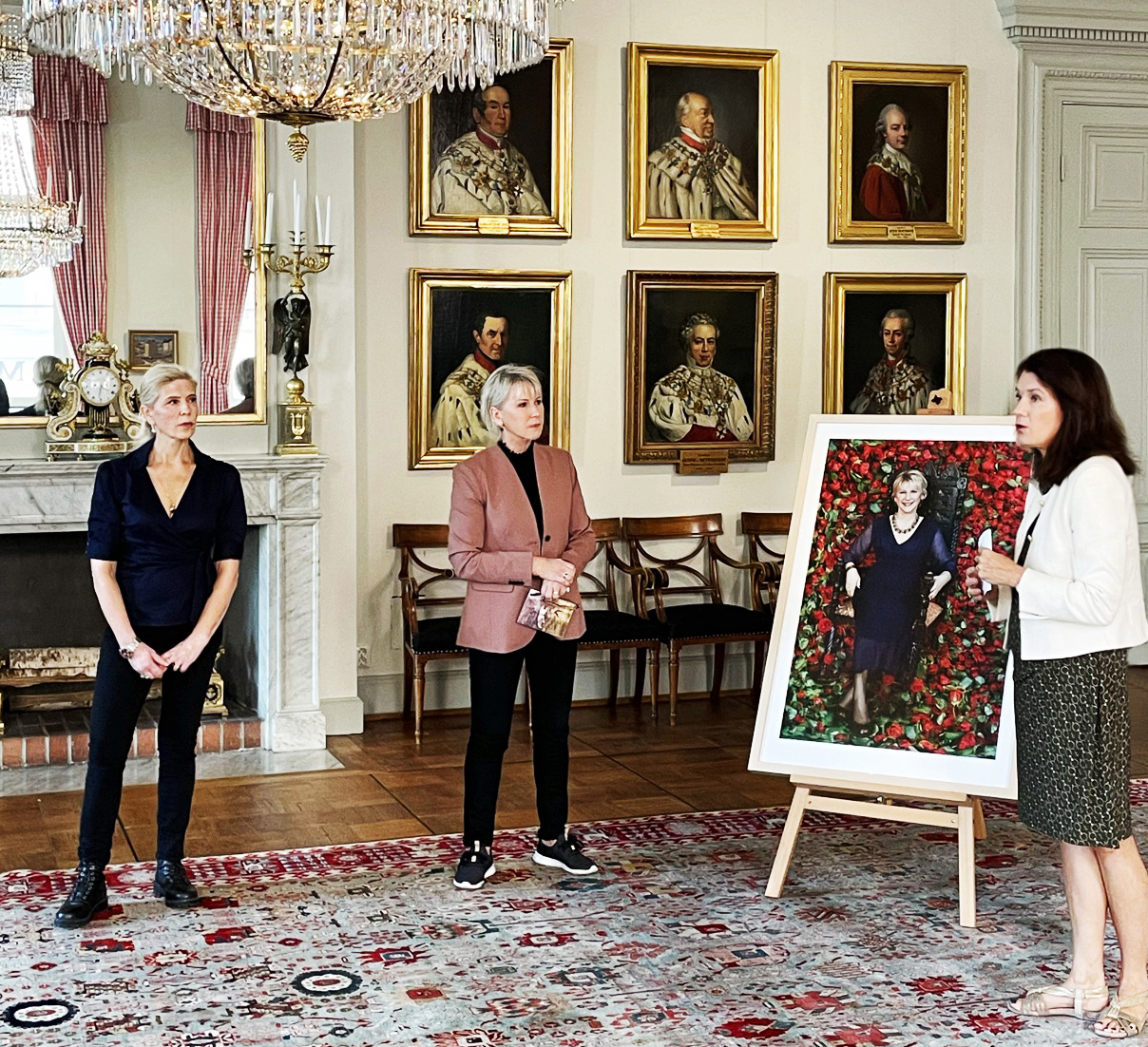
Utrikesminister Ann Linde avtäcker Roosmarks porträtt av Margot Wallström. Sophia Albertinas matsal i Arvfurstens palats 2021.
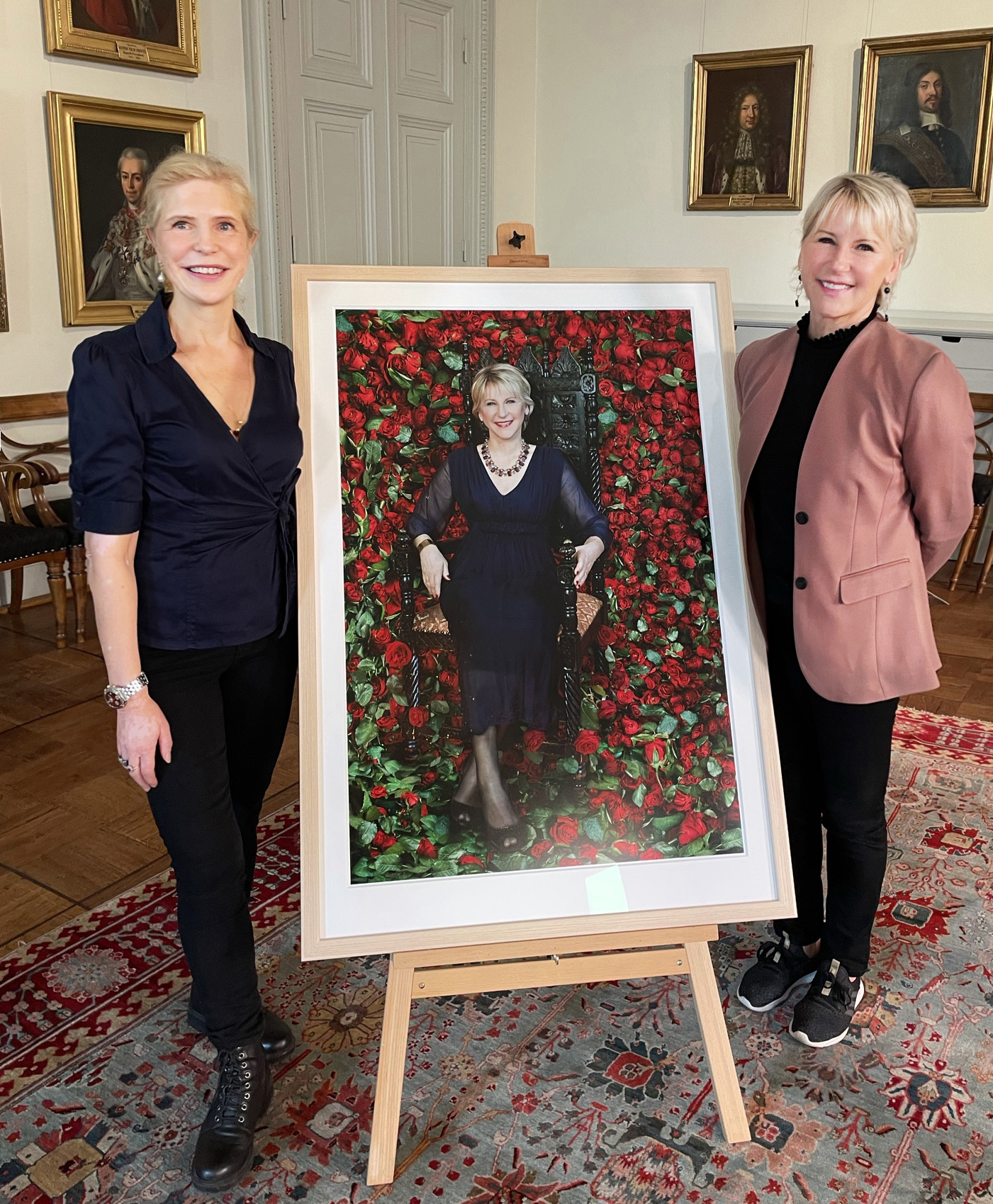
Roosmark med Margot Wallström och porträttet till samlingen av tidigare utrikesministrar, Arvfurstens palats 2021.